# Solano (Caquetá)
Solano es un municipio colombiano localizado en el departamento del Caquetá, al sur del país. El sector urbano del municipio se encuentra localizado en la ribera del río Caquetá, muy cerca de la desembocadura del río Orteguaza en el río Caquetá. 
Cerca del casco urbano se encuentra ubicada la Base Aérea de Tres Esquinas. Es el segundo municipio más extenso de Colombia.

## Historia
Solano fue fundado por el militar José Dolores Solano el 12 de noviembre de 1936, después de recibir terrenos donados por las familias Romano, Quintana y Echeverri, que ya ocupaban la periferia. En 1975 el poblado fue designado inspección de policía, y en 1985 fue erigido oficialmente como municipio.

## Geografía
El municipio de Solano tiene una extensión territorial total de 43.112 km², representando cerca del 48% de todo el territorio caqueteño. La cabecera municipal se encuentra a una altitud de 203 m s. n. m., y la temperatura promedio es de 27 °C. Se encuentra a una distancia de 170 km de Florencia, capital del departamento.

### Límites
- Norte: Los municipios de Valparaíso, Milán, La Montañita, Cartagena del Chairá, San Vicente del Caguán y el departamento del Guaviare.
- Oriente: Departamentos del Vaupés y el Amazonas.
- Sur: Departamentos de Amazonas y Putumayo.
- Occidente: Departamento de Putumayo y municipio de Solita.

## División político-administrativa
Además de su Cabecera municipal. Solano tiene bajo su jurisdicción los siguientes Centros poblados:
- Araracuara
- Cuemani
- El Danubio (Campoalegre)
- Mononguete
- Peñas Blancas
- Peñas Rojas
- Puerto Las Mercedes
- Puerto Tejada